# Andy Barat
Andy Barat (geb. 29. November 1997 in Anjouan) ist ein französisch-komorischer Kanute.

## Leben
Barat wurde 1997 geboren und wuchs in Mutsamudu auf. Später zog er mit seiner Familie nach Frankreich. Sein Vater stammt aus Anjouan, seine Mutter ist Französin. In seiner Jugend trieb er verschiedene Sportarten, darunter Fußball, Judo und BMX-Fahren. Im Alter von etwa 13 Jahren zeigte ihm sein Cousin Kanuslalom. Sein Cousin war Mitglied des Clubs CKClisson in Loire-Atlantique. In Frankreich ging Barat an die Schule Raphaël-Elizé in Sablé-sur-Sarthe. Er nahm an Kanuwettbewerben in Frankreich teil und gewann 2022 die Silbermedaille beim französischen Slalom-Cup. Außerdem diente er vier Jahre in der französischen Armee und war bis 2023 Mitglied des 3. Marineinfanterieregiments (3e Régiment d'Infanterie de Marine).
Nachdem er für Frankreich, das Land seiner Mutter, gedient hatte, beschloss Barat, das Land seines Vaters zu vertreten und „die komorischen Farben zum Leuchten zu bringen“ („make the Comorian colours shine“). Ab 2023 nahm er unter der komorischen Flagge an internationalen Kanuwettbewerben teil. In diesem Jahr nahm er an mehreren Veranstaltungen teil, unter anderem in Slowenien, Spanien, Frankreich, im Vereinigten Königreich und Deutschland. Zu den Veranstaltungen im Jahr 2023, an denen er teilnahm, gehörten der Weltcup im Kanusport und die Kanu-Weltmeisterschaften.  2024 nahm er erneut am Weltcup und den Weltmeisterschaften teil und gewann außerdem die Silbermedaille bei den Afrikameisterschaften 2024.
Barat gilt als der beste Kanute der Komoren, einer Sportart, die  dort als „neu… wenn nicht gar nicht existent“ („new ... if not non-existent“) beschrieben wird. Er qualifizierte sich für die Olympischen Sommerspiele 2024 und ist der erste olympische Kanute des Landes. Bei den Olympischen Sommerspielen 2024 in Paris belegte er im Einer-Kajak den 24. und damit letzten Platz, im Kajak-Cross scheiterte er in den Hoffnungsläufen.
Er trainiert beim Clisson Canoe Kayak Club.